# Riesgo biotecnológico
El riesgo biotecnológico es una forma de riesgo existencial que podría provenir de fuentes biológicas, como los son los agentes biológicos modificados genéticamente . El origen de un patógeno de alto impacto podría ser una deliberada liberación (en forma de bioterrorismo o mediante armas biológicas ), una liberación accidental o un evento natural.
En la antología de 2008,  Riesgos catastróficos globales de Nick Bostrom, se publicó un capítulo sobre biotecnología y bioseguridad que cubría los riesgos, incluidos los agentes virales. Desde entonces, se han introducido nuevas tecnologías como CRISPR y los genes dirigidos .
Si bien la capacidad de diseñar deliberadamente patógenos se ha visto restringida a laboratorios de alto nivel dirigidos por investigadores de primer nivel, la tecnología para lograrlo se ha vuelto rápidamente más barata y extendida. Dichos ejemplos incluyen la disminución del costo de la secuenciación del genoma humano (de $10 millones a $1,000), la acumulación de grandes conjuntos de datos de información genética, el descubrimiento de impulsores genéticos y el descubrimiento de CRISPR . El riesgo de la biotecnología es, por lo tanto, una explicación creíble de la paradoja de Fermi .

## Organismos Genéticamente Modificados (OGM)
Hay varias ventajas y desventajas de los organismos genéticamente modificados. Entre las desventajas, existen muchos riesgos que están clasificados en seis tipos: 1. Riesgos para la salud, 2. Riesgos ambientales, 3. Amenaza a la biodiversidad, 4. Aumento de las diferencias sociales, 5. Preocupaciones científicas, 6. Amenaza potencial para la autonomía y el bienestar de los agricultores que desean producir productos no transgénicos.

### 1. Riesgos de salud
Los siguientes son riesgos potenciales para la salud relacionados con el consumo de Organismos Genéticamente Modificados.

#### a) Interacciones genéticas inesperadas
Los resultados esperados de la construcción del gen transferido pueden diferir debido a las interacciones de los genes. Se ha planteado la hipótesis de que la modificación genética puede potencialmente causar cambios en el metabolismo, aunque los resultados son contradictorios en estudios con animales.

#### b) Riesgos de cáncer
Los cultivos transgénicos requieren cantidades más bajas de pesticidas, en comparación con los cultivos no transgénicos. Debido a que el componente principal de algunos pesticidas es el glifosato, las cantidades más bajas de pesticidas que se necesitan en los cultivos transgénicos, pueden reducir el riesgo del linfoma no Hodgkin en los trabajadores que manipulan productos transgénicos crudos.

#### c) Potencial alergénico
Es posible que un gen particular que se ha agregado a un cultivo GM pueda crear nuevos alérgenos, y la exposición constante a un alérgeno de proteína en particular puede resultar en el desarrollo de nuevas alergias. Aunque no está directamente relacionado con el uso de la tecnología GM, dado que no existe una prueba de alergia para predecir la alergenicidad, es muy posible que las nuevas proteínas o sus interacciones con las proteínas habituales puedan producir nuevas alergias.

#### d) Transferencia horizontal de genes (HGT)
La transferencia horizontal de genes es el proceso por el cual un organismo adquiere material genético de un segundo organismo sin descender de él. En contraste, la transferencia vertical es cuando un organismo adquiere material genético de sus ancestros (es decir, sus padres). HGT es la transferencia de ADN entre células de una misma generación. Los seres humanos y los animales han estado en contacto con "ADN extraño". En los seres humanos, el ADN se ha absorbido diariamente a través de los alimentos a través de fragmentos de genes de plantas y animales y ADN bacteriano. 

#### e) Resistencia a los antibióticos
Teóricamente, la resistencia a los antibióticos puede ocurrir al consumir plantas modificadas genéticamente. Los genes pueden transferirse a bacterias en el tracto gastrointestinal humano y desarrollar resistencia a ese antibiótico específico.  Teniendo en cuenta este factor de riesgo, se necesita más investigación.

## Mutaciones de ganancia de función

### Investigación
Los patógenos pueden modificarse genéticamente de manera intencional o no intencional para cambiar sus características, incluidas la virulencia o la toxicidad . Cuando son intencionales, estas mutaciones pueden servir para adaptar el patógeno a un entorno de laboratorio, comprender el mecanismo de transmisión o patogenia, o en el desarrollo de tratamientos. Tales mutaciones también se han utilizado en el desarrollo de armas biológicas, y el riesgo de doble uso sigue siendo una preocupación en la investigación de patógenos. La mayor preocupación se asocia con frecuencia a las mutaciones de ganancia de función, que confieren una funcionalidad nueva o aumentada, y el riesgo de su liberación. La investigación de ganancia de función sobre los virus ha estado ocurriendo desde la década de 1970, y adquirió notoriedad después de que las vacunas contra la influenza se pasaran en serie a través de huéspedes animales.[cita requerida]

#### Viruela del ratón
Un grupo de investigadores australianos cambió sin querer las características del virus de la viruela del ratón mientras intentaban desarrollar un virus para esterilizar roedores como medio de control biológico de plagas. El virus modificado se volvió altamente letal incluso en ratones vacunados y naturalmente resistentes.

#### Influenza
En 2011, dos laboratorios publicaron informes de pantallas mutacionales del virus de influenza aviar, identificando variantes que se vuelven transmisibles a través del aire entre hurones . Estos virus parecen superar un obstáculo que limita el impacto global del H5N1 natural. En 2012, los científicos examinaron aún más las mutaciones puntuales del genoma del virus H5N1 para identificar las mutaciones que permitieron la propagación por el aire. Si bien el objetivo declarado de esta investigación era mejorar la vigilancia y prepararse para los virus de la influenza que presentan un riesgo particular de causar una pandemia, existía una gran preocupación de que las propias cepas de laboratorio pudieran escapar. Marc Lipsitch y Alison P. Galvani fueron coautores de un artículo en PLoS Medicine que argumentando que los experimentos en los que los científicos manipulan los virus de la gripe aviar para hacerlos transmisibles a los mamíferos merecen un escrutinio más intenso en cuanto a si sus riesgos superan o no a sus beneficios. Lipsitch también describió la influenza como el "patógeno pandémico potencial" más aterrador.
En 2014, Estados Unidos instituyó una moratoria en la investigación de ganancia de función en influenza, MERS y SARS. Esto fue en respuesta a los riesgos particulares que plantean estos patógenos en el aire. Sin embargo, muchos científicos se opusieron a la moratoria, argumentando que esto limitaba su capacidad para desarrollar terapias antivirales. Los científicos argumentaron que las mutaciones de ganancia de función eran necesarias, como adaptar el MERS a ratones de laboratorio para poder estudiarlo.
La Junta Asesora Nacional de Ciencias para la Bioseguridad ha  establecido también reglas para las propuestas de investigación que utilizan la investigación de interés de ganancia de función. Las reglas describen cómo se evaluarán los experimentos en cuanto a riesgos, medidas de seguridad y beneficios potenciales; antes de la financiación.
Con el fin de limitar el acceso para minimizar el riesgo de un fácil acceso al material genético de los patógenos, incluidos los virus, los miembros del Consorcio Internacional de Síntesis de Genes examinan las órdenes de patógenos regulados y otras secuencias peligrosas. Los pedidos de ADN patógeno o peligroso se verifican para determinar la identidad del cliente, excluyendo a los clientes en las listas de vigilancia gubernamentales, y solo a instituciones "demostrablemente comprometidas en investigaciones legítimas".

## CRISPR
Gracias a avances sorprendentemente rápidos en la edición CRISPR, una cumbre internacional proclamó en diciembre de 2015 que era "irresponsable" continuar con la edición de los genes humanos hasta que se abordaran los problemas de seguridad y eficacia. Uno de los mecanismos por los que CRISPR podría causar un riesgo existencial es a través de impulsores genéticos, que se dice que tienen potencial para "revolucionar" la gestión de los ecosistemas. Los impulsores genéticos son una tecnología novedosa que tiene el potencial de hacer que los genes se propaguen a través de poblaciones salvajes; como un incendio forestal. Tienen el potencial de propagar rápidamente genes de resistencia contra la malaria para rechazar el parásito de la malaria Plasmodium falciparum. Estos impulsores genéticos fueron diseñados originalmente en enero de 2015 por Ethan Bier y Valentino Gantz; esta edición fue impulsada por el descubrimiento de CRISPR-Cas9. A fines de 2015, DARPA comenzó a estudiar enfoques que podrían detener los impulsores genéticos si se salieran de control y amenazaran a las especies biológicas.